# Мадемуазель (фильм)
«Мадемуазель» — чёрно-белый художественный фильм совместного производства Великобритании и Франции, снятый режиссёром Тони Ричардсоном в 1966 году. Экранизация
рассказа Жана Жене.
Премьера состоялась 3 июня 1966 года. Фильм был представлен на Фильм был представлен на Каннском кинофестивале 1966 года.

## Сюжет
В спокойную сельскую местность приезжает старая дева, где становится школьной учительницей и секретарём муниципалитета. С виду добропорядочная учительница, начинает со временем вести себя странно, лает по собачьи, ходит на четвереньках, отравляет колодец, поджигает лес, травит скот. Занимается сексом с дровосеками.
В тайно совершённых ею преступных поступках, в том числе падеже скота, начинают подозревать Маню, итальянского лесоруба-иммигранта, с которым она проводит ночи страсти, затем Мадемуазель обвиняет его в изнасиловании. Жители деревни хватают и линчуют парня.
В заключительной сцене, когда Мадемуазель навсегда покидает деревню, становится очевидным, что сын дровосека Антонио (бывший ученик Мадемуазель) знает её тайну.

## В ролях
- Жанна Моро — Мадемуазель
- Этторе Манни — Маню
- Кит Скиннер — Бруно
- Умберто Орсини — Антонио
- Жорж Обер — Рене
- Джейн Беретта — Аннет
- Поль Барж — молодой полицейский
- Пьер Колле — Марсель
- Жерар Дарьё — Буле
- Жан Грас — Роже
- Габриель Гобен — сержант полиции
- Жорж Дукин
- Розин Луге — Лиза
- Антуан Марен — Арман
- Жак Моно — мэр
- Шарль Лавьяль — эпизод (нет в титрах)
- Жак Шевалье — эпизод (нет в титрах)
- Рене Элль — эпизод (нет в титрах)
- Лаура Пайет — эпизод (нет в титрах)
- Дениз Перонн — эпизод (нет в титрах)
- Анни Саварен — эпизод (нет в титрах)

## Награды
- 1967 — премия BAFTA за лучший дизайн костюмов в черно-белом стиле художнице Джоселин Рикардс.
- 1968 — оператор фильма Дэвид Уоткин номинирован на премия BAFTA